# Chapelle du Sacré-Cœur (Vichy)
La chapelle du Sacré-Cœur est une chapelle de la Fraternité sacerdotale Saint-Pie-X située dans le quartier République à Vichy. Elle est de type moderne, dédiée au Sacré-Cœur et au rite tridentin, appelé aussi forme extraordinaire du rite romain.

## Histoire
La communauté traditionaliste vichyssoise est la plus ancienne qui se soit officiellement mise sous l'égide de la Fraternité sacerdotale Saint-Pie-X, fondée par Mgr Lefebvre, puisque son prieuré de Notre-Dame-du-Pointet, à Broût-Vernet, fut le premier fondé en France (par l'abbé Paul Aulagnier). Ce lieu fut également le siège du district de France de cette société de prêtres à ses débuts. En 1978, cette communauté put disposer d'un lieu de culte à Vichy même : la famille d'un des prêtres de la fraternité obtint un magasin, rue Pasteur, que les frères de la même fraternité transformèrent en chapelle dédiée au Sacré-Cœur et qui fut bénie, en avril 1978, par Mgr Lefebvre. 
Récemment, la communauté lefebvriste décida de faire construire, rue des Pyrénées, un nouveau lieu de culte ayant davantage l'apparence d'une chapelle ; elle fut également dénommée chapelle du Sacré-Cœur et l'installation eut lieu au printemps 2013.